# Fontaine-l'Abbé
Pour les articles homonymes, voir Fontaine et L'Abbé.
Fontaine-l'Abbé est une commune française située dans le département de l'Eure en région Normandie.
Les habitants de la commune se nomment les Fontenoifs et les Fontenoives.

## Géographie

### Localisation
Fontaine-l'Abbé est une commune du pays d'Ouche.
|                               | Saint-Léger-de-Rôtes, Serquigny | Serquigny         |
| Menneval, Saint-Clair-d'Arcey | Fontaine-l'Abbé                 | Beaumont-le-Roger |
| Saint-Clair-d'Arcey           | Corneville-la-Fouquetière       | Beaumont-le-Roger |

### Hydrographie
La commune est située dans le bassin Seine-Normandie. Elle est drainée par la Charentonne, deux bras de la Charentonne et divers autres petits cours d'eau,.
La Charentonne, d'une longueur de 63 km, prend sa source dans la commune de Saint-Evroult-Notre-Dame-du-Bois et se jette  dans la Risle à Nassandres sur Risle, après avoir traversé 16 communes.

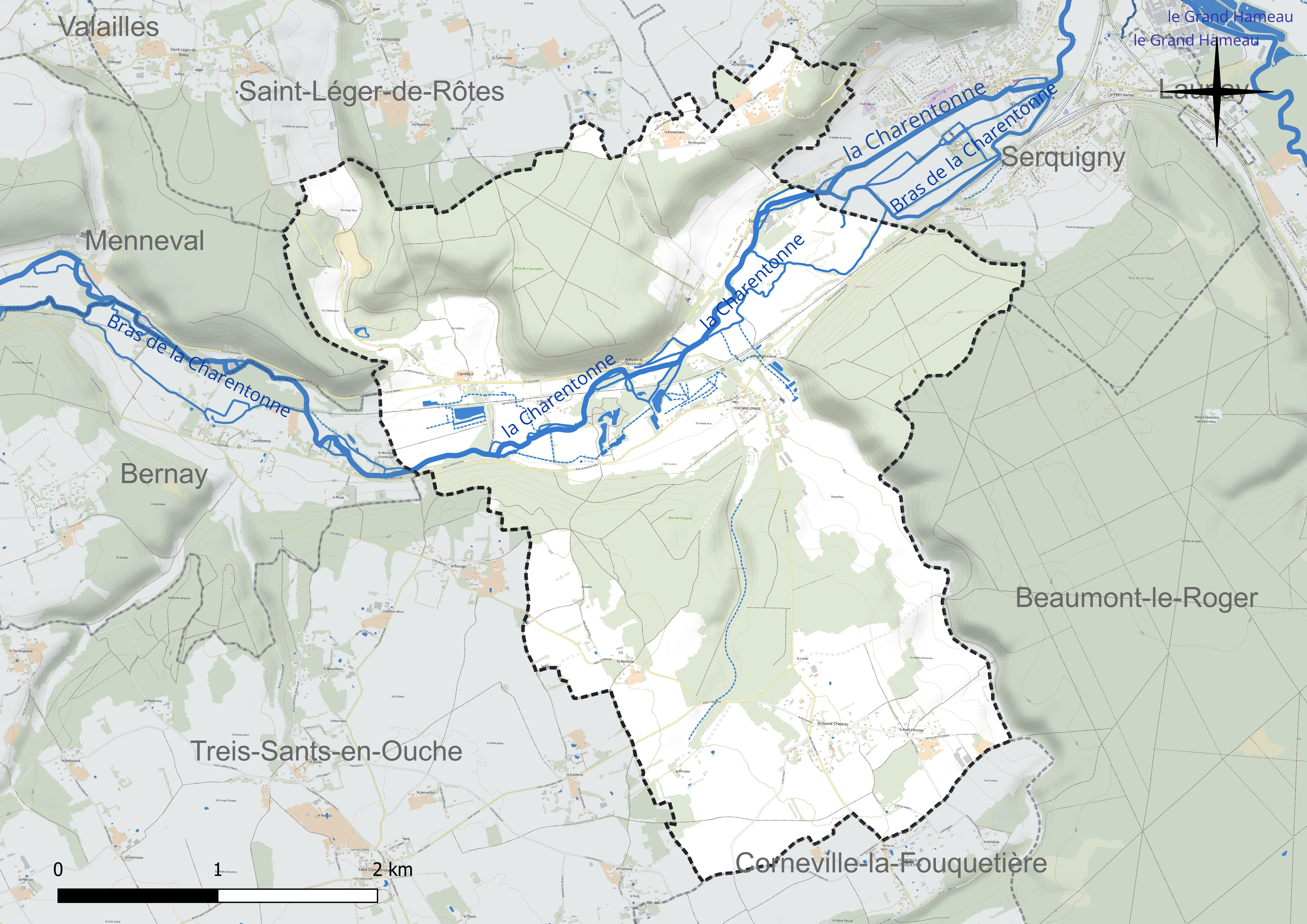
Réseau hydrographique de Fontaine-l'Abbé.

### Climat
Pour des articles plus généraux, voir Climat de la Normandie et Climat de l'Eure.
En 2010, le climat de la commune est de type climat océanique dégradé des plaines du Centre et du Nord, selon une étude du CNRS s'appuyant sur une série de données couvrant la période 1971-2000. En 2020, Météo-France publie une typologie des climats de la France métropolitaine dans laquelle la commune est exposée à un climat océanique et est dans la région climatique Côtes de la Manche orientale, caractérisée par un faible ensoleillement (1 550 h/an) ; forte humidité de l’air (plus de 20 h/jour avec humidité relative > 80 % en hiver), vents forts fréquents. Parallèlement le GIEC normand, un groupe régional d’experts sur le climat, différencie quant à lui, dans une étude de 2020, trois grands types de climats pour la région Normandie, nuancés à une échelle plus fine par les facteurs géographiques locaux. La commune est, selon ce zonage, exposée à un « climat contrasté des collines », correspondant au Pays d’Auge, Lieuvin et Roumois, moins directement soumis aux flux océaniques et connaissant toutefois des précipitations assez marquées en raison des reliefs collinaires qui favorisent leur formation.
Pour la période 1971-2000, la température annuelle moyenne est de 10,5 °C, avec  une amplitude thermique annuelle de 13,4 °C. Le cumul annuel moyen de précipitations est de 738 mm, avec 12,3 jours de précipitations en janvier et 8,4 jours en juillet. Pour la période 1991-2020, la température moyenne annuelle observée sur la station météorologique la plus proche, située sur la commune de Bernay à 7 km à vol d'oiseau, est de 10,9 °C et le cumul annuel moyen de précipitations est de 666,9 mm,. Pour l'avenir, les paramètres climatiques de la commune estimés pour 2050 selon différents scénarios d’émission de gaz à effet de serre sont consultables sur un site dédié publié par Météo-France en novembre 2022.

## Urbanisme

### Typologie
Au 1er janvier 2024, Fontaine-l'Abbé est catégorisée commune rurale à habitat dispersé, selon la nouvelle grille communale de densité à 7 niveaux définie par l'Insee en 2022.
Elle est située hors unité urbaine. Par ailleurs la commune fait partie de l'aire d'attraction de Bernay, dont elle est une commune de la couronne,. Cette aire, qui regroupe 36 communes, est catégorisée dans les aires de moins de 50 000 habitants,.

### Occupation des sols
L'occupation des sols de la commune, telle qu'elle ressort de la base de données européenne d’occupation biophysique des sols Corine Land Cover (CLC), est marquée par l'importance des territoires agricoles (54,4 % en 2018), une proportion identique à celle de 1990 (54,4 %). La répartition détaillée en 2018 est la suivante : 
forêts (45,6 %), prairies (28,9 %), terres arables (23,3 %), zones agricoles hétérogènes (2,2 %). L'évolution de l’occupation des sols de la commune et de ses infrastructures peut être observée sur les différentes représentations cartographiques du territoire : la carte de Cassini (XVIIIe siècle), la carte d'état-major (1820-1866) et les cartes ou photos aériennes de l'IGN pour la période actuelle (1950 à aujourd'hui).

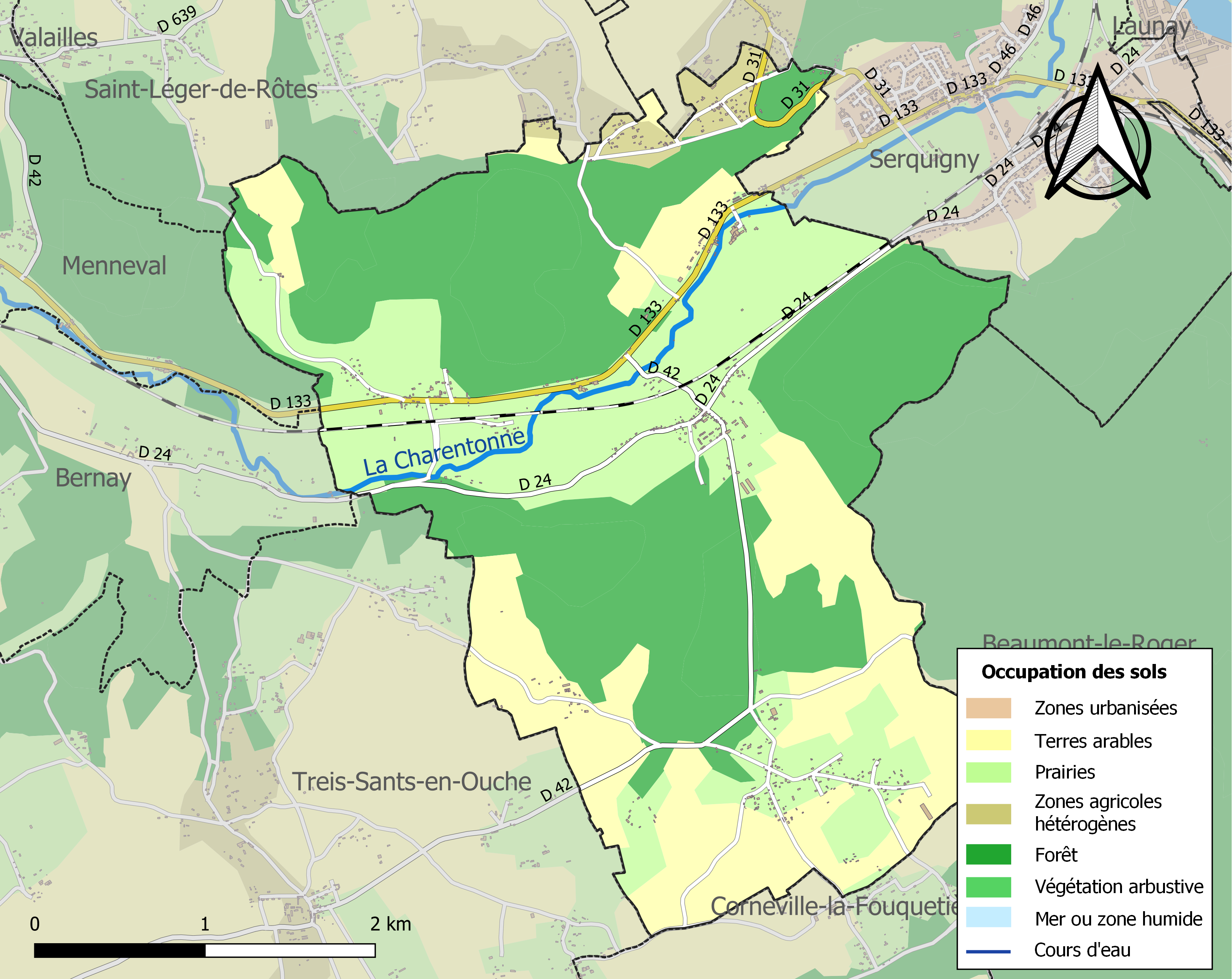
Carte des infrastructures et de l'occupation des sols de la commune en 2018 (CLC).

## Toponymie
Le nom de la localité est attesté sous les formes Fontanæ et Fontanas vers l'an 1000, Fontes abbatis au XIVe siècle, Fontaynes l’Abbe en 1562.
Une fontaine est d'abord le lieu d'une source, d'une « eau vive qui sort de terre », selon le premier dictionnaire de l'Académie française.
De l'oïl, pluriel de « fontaine » et « l'abbé » de l'abbé (de l'abbaye de Bernay).

## Histoire
Le tiers état se réunit le 8 mars 1789 pour rédiger un cahier aux doléances banales. Sauf que le tiers déclare « on tue quelques cerfs à la vérité ; mais on se donne bien de garde de faire chasse aux biches, de sorte que le nombre n’en diminue jamais » c’est-à-dire qu’il s’accorde un droit interdit et très puni. Le droit de chasse. Est-ce risqué pour eux ? Pas vraiment, car le tiers a choisi un syndic (porte-parole, représentant) qui est un rempart contre la justice locale : leur curé ! Dans quelques mois la Révolution accorde à tous le droit de chasse comme à Fontaine-l’Abbé !
Le 28 août 1904, le Lebaudy II, dirigeable réalisé par l'ingénieur Henri Julliot et les frères Paul et Pierre Lebaudy, s'échoue dans les bois de Fontaine-l'Abbé. Ce dirigeable deviendra le premier dirigeable militaire de l'armée française, et le premier dirigeable militaire au monde.

## Politique et administration
| Période                                  | Période  | Identité                | Étiquette | Qualité         |
| ---------------------------------------- | -------- | ----------------------- | --------- | --------------- |
| 1965                                     | 1971     | Rodolphe Motte          |           |                 |
| 1977                                     | 1983     | M. Mayaud               |           |                 |
| mars 2001                                | En cours | André Van Den Driessche | DVG       | Cadre supérieur |
| Les données manquantes sont à compléter. |          |                         |           |                 |

## Démographie
L'évolution du nombre d'habitants est connue à travers les recensements de la population effectués dans la commune depuis 1793. Pour les communes de moins de 10 000 habitants, une enquête de recensement portant sur toute la population est réalisée tous les cinq ans, les populations de référence des années intermédiaires étant quant à elles estimées par interpolation ou extrapolation. Pour la commune, le premier recensement exhaustif entrant dans le cadre du nouveau dispositif a été réalisé en 2004.

En 2022, la commune comptait 567 habitants, en évolution de +9,88 % par rapport à 2016 (Eure : −0,25 %, France hors Mayotte : +2,11 %).
| 1793 | 1800 | 1806 | 1821 | 1831 | 1836 | 1841 | 1846 | 1851 |
| ---- | ---- | ---- | ---- | ---- | ---- | ---- | ---- | ---- |
| 199  | 345  | 397  | 339  | 377  | 350  | 331  | 544  | 521  |

| 1856 | 1861 | 1866 | 1872 | 1876 | 1881 | 1886 | 1891 | 1896 |
| ---- | ---- | ---- | ---- | ---- | ---- | ---- | ---- | ---- |
| 620  | 591  | 653  | 690  | 701  | 623  | 397  | 508  | 495  |

| 1901 | 1906 | 1911 | 1921 | 1926 | 1931 | 1936 | 1946 | 1954 |
| ---- | ---- | ---- | ---- | ---- | ---- | ---- | ---- | ---- |
| 414  | 364  | 347  | 451  | 453  | 467  | 455  | 420  | 445  |

| 1962 | 1968 | 1975 | 1982 | 1990 | 1999 | 2004 | 2006 | 2009 |
| ---- | ---- | ---- | ---- | ---- | ---- | ---- | ---- | ---- |
| 468  | 476  | 532  | 510  | 564  | 549  | 538  | 564  | 596  |

| 2014 | 2019 | 2022 | - | - | - | - | - | - |
| ---- | ---- | ---- | - | - | - | - | - | - |
| 538  | 549  | 567  | - | - | - | - | - | - |

## Culture locale et patrimoine

### Lieux et monuments
Fontaine-l'Abbé compte plusieurs monuments inscrits à l'Inventaire général du patrimoine culturel :
- l'église Sainte-Marie-Madeleine (XIIe siècle)[26] ;
- l'église Saint-Jean-Baptiste (XIIe, XVIe et XIXe siècles)[27] ;
- une croix monumentale des XVIIIe et XIXe siècles[28] ;
- le presbytère (XVIIIe siècle)[29] ;
- un moulin à blé du XIXe siècle[30] ;
- une filature de coton du XIXe siècle au lieu-dit le Moulin de Saint-Victor[31] ;
- le château au lieu-dit Courcelles, des XVIIe et XVIIIe siècles[32] ;
- le château de Fontaine-l'Abbé, des XVIIe et XVIIIe siècles[33].

Le château fut, bâti au XVI par Guillaume de Marillac, intendant des finances, et, remanié au XVIIe siècle par François Durand de La Pihallière. Au début du XVIIIe siècle, il était la possession de René Hérault qui fut lieutenant de police à Paris.
Le corps de logis, adossé à la forêt de Beaumont-le-Roger, est bâti en briques, silex taillés et pierre, disposés en assises alternées.
- plusieurs maisons d'architecture normande datant des XVIIe et XIXe siècles[35],[36],[37],[38].

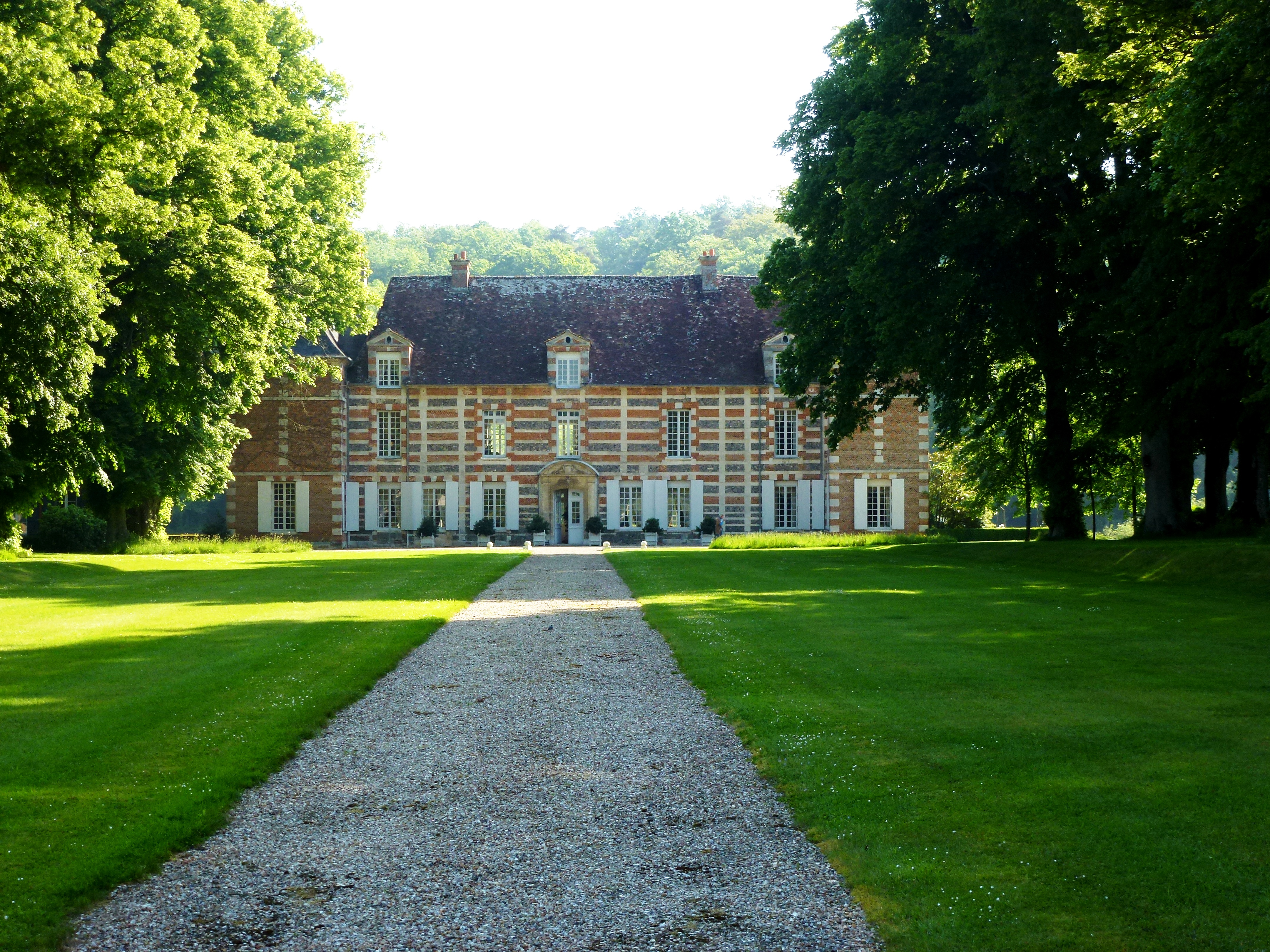
Château de Fontaine-l'Abbé.
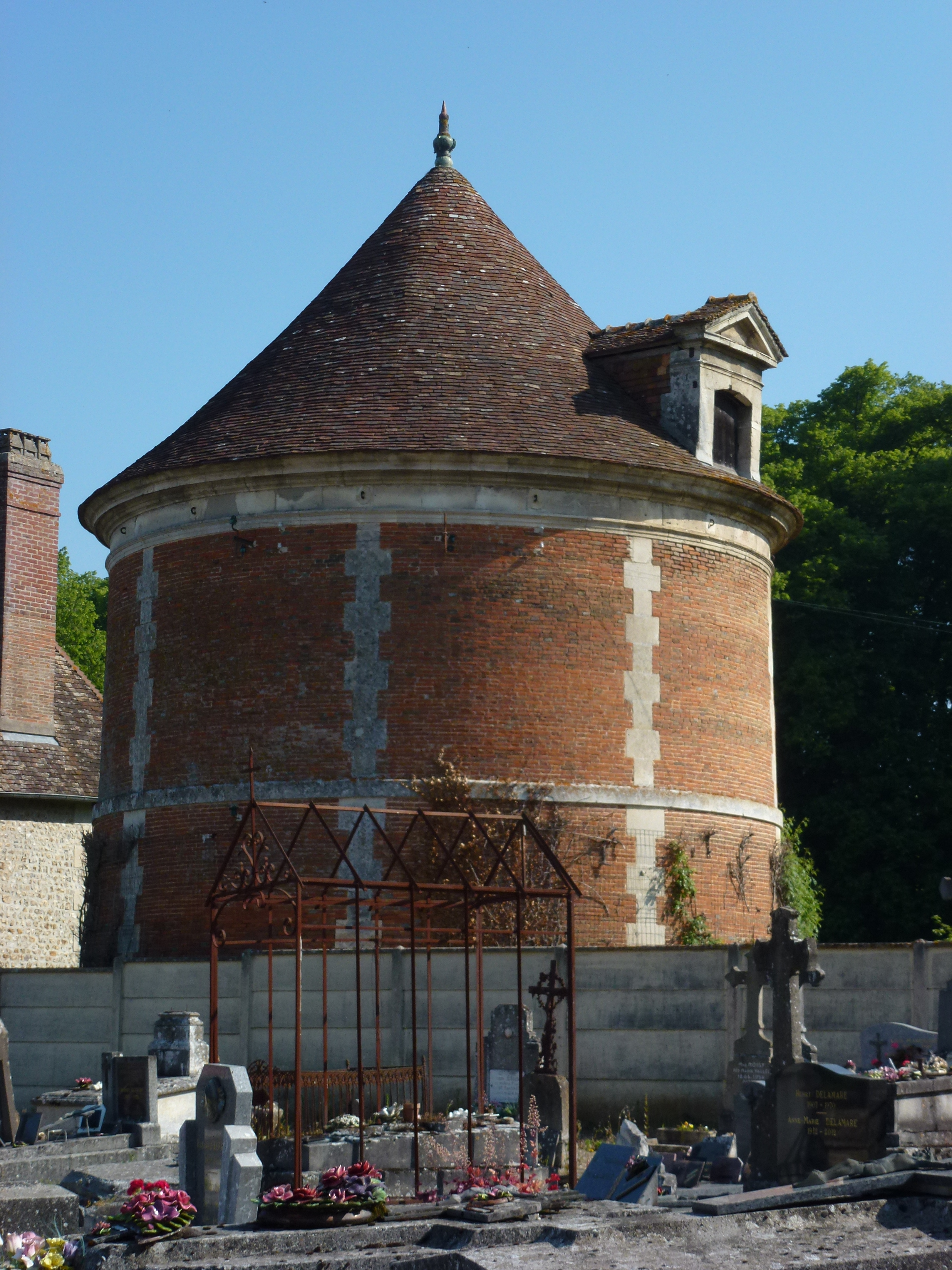
Pigeonnier.
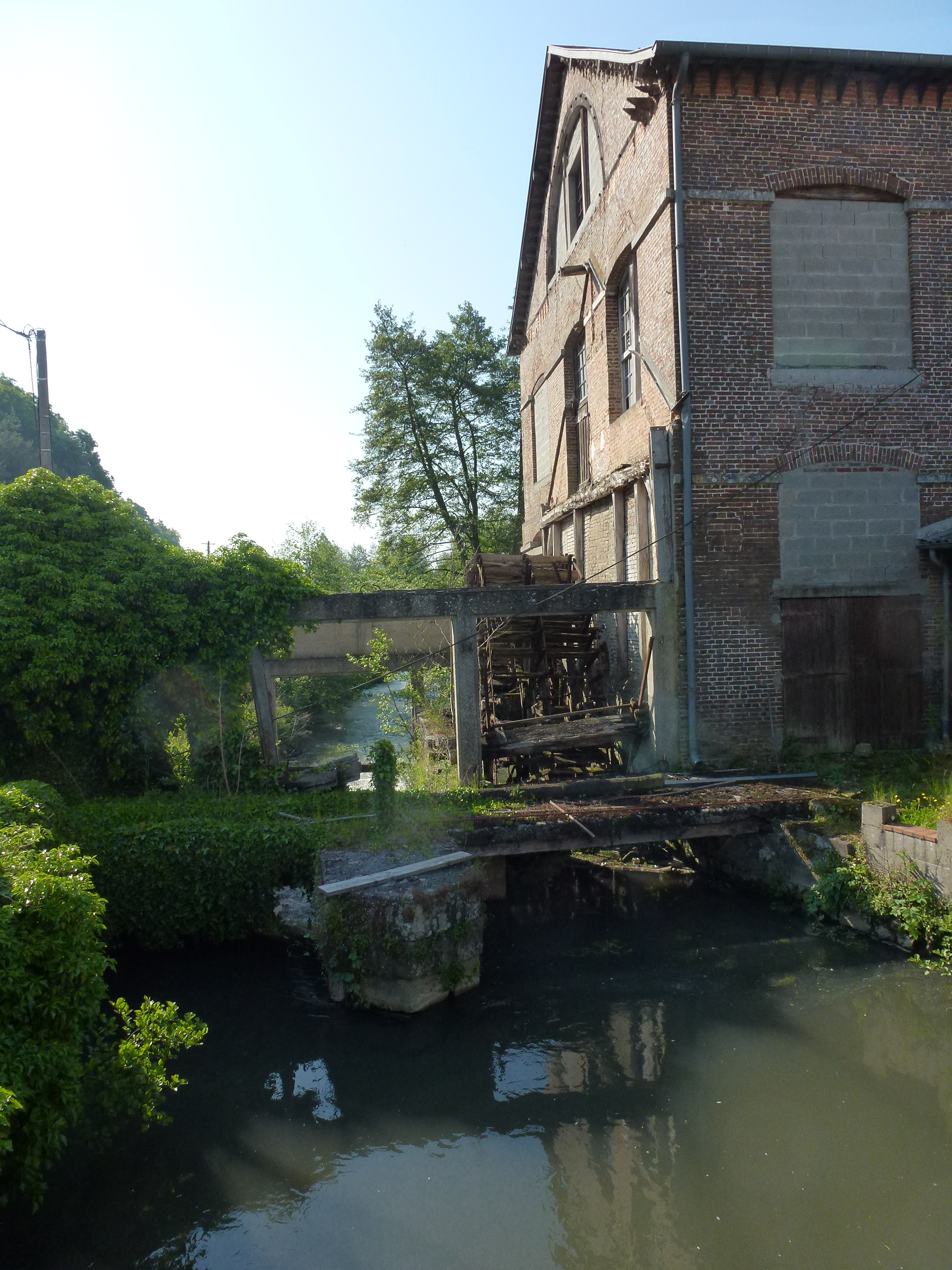
Moulin de la Charentonne.
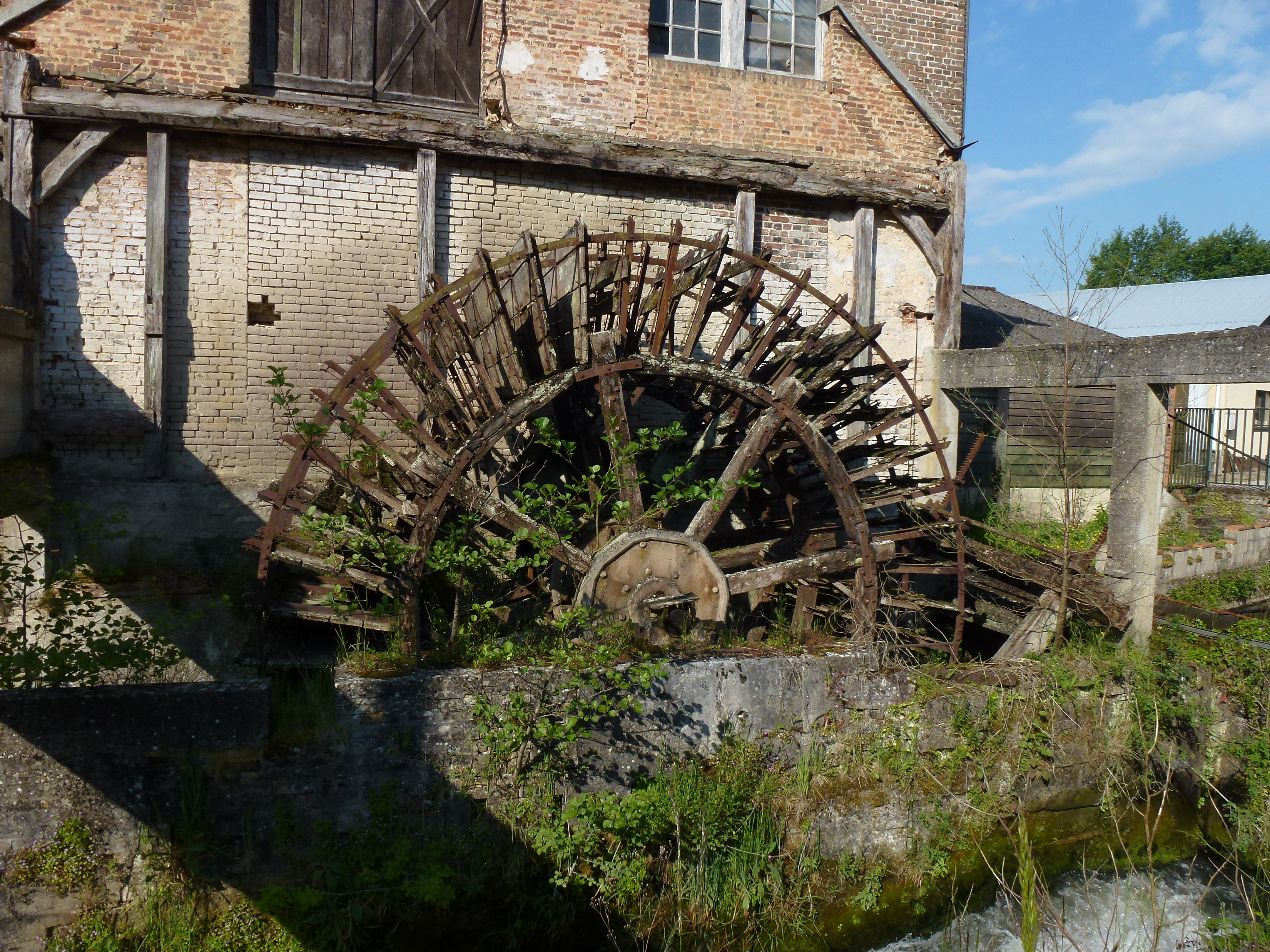
Moulin de la Charentonne.
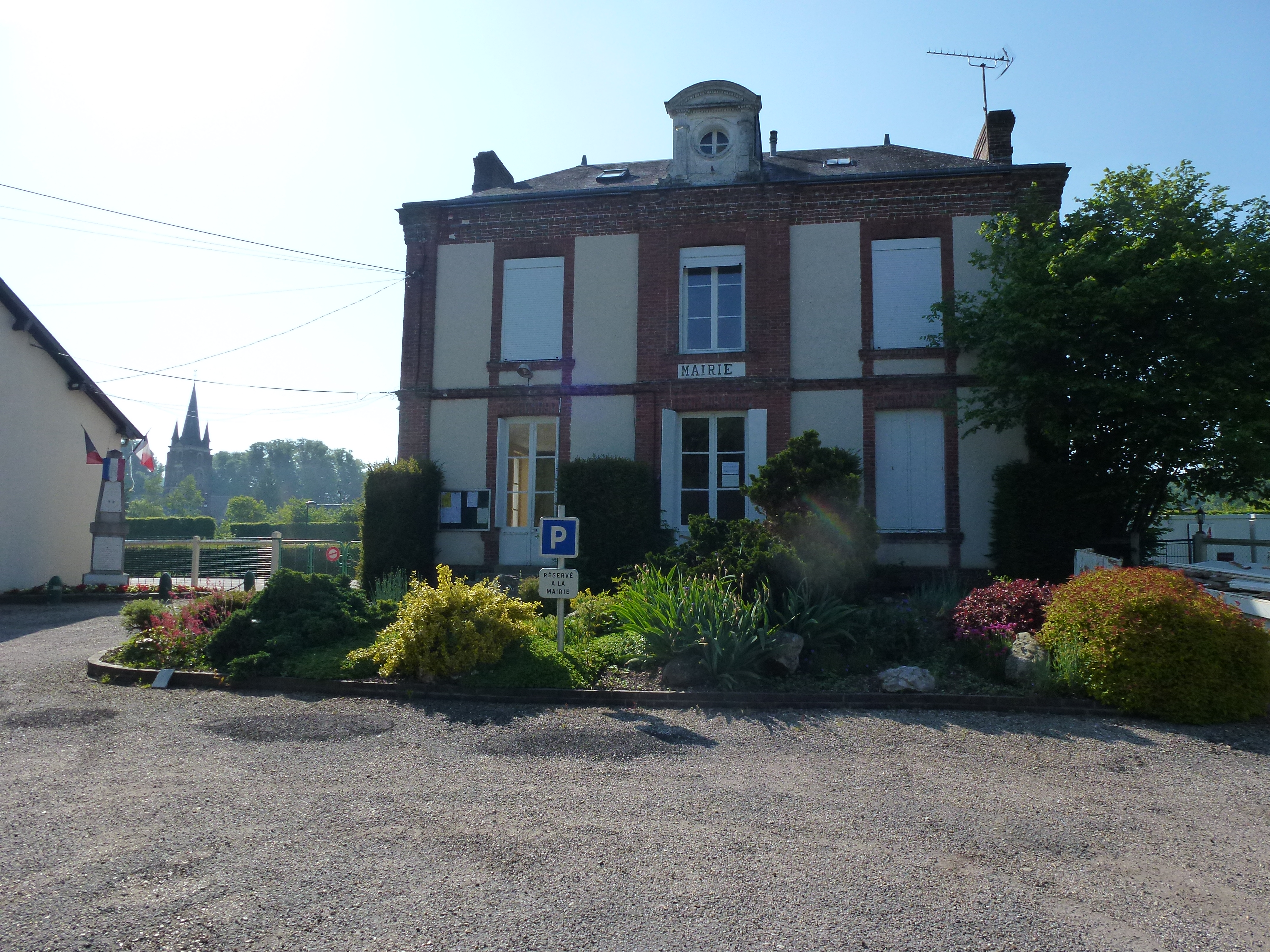
Mairie.
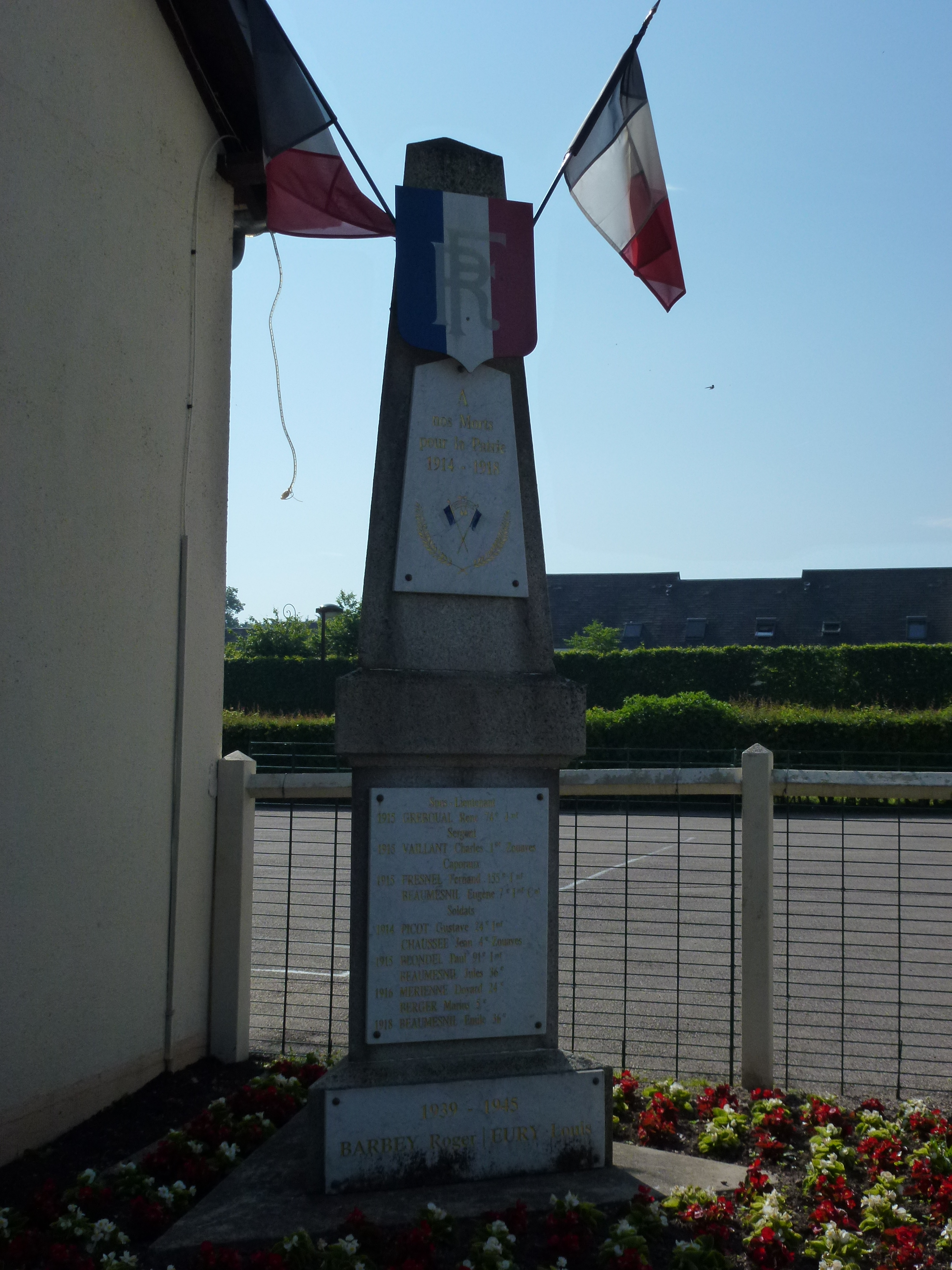
Monument aux morts.
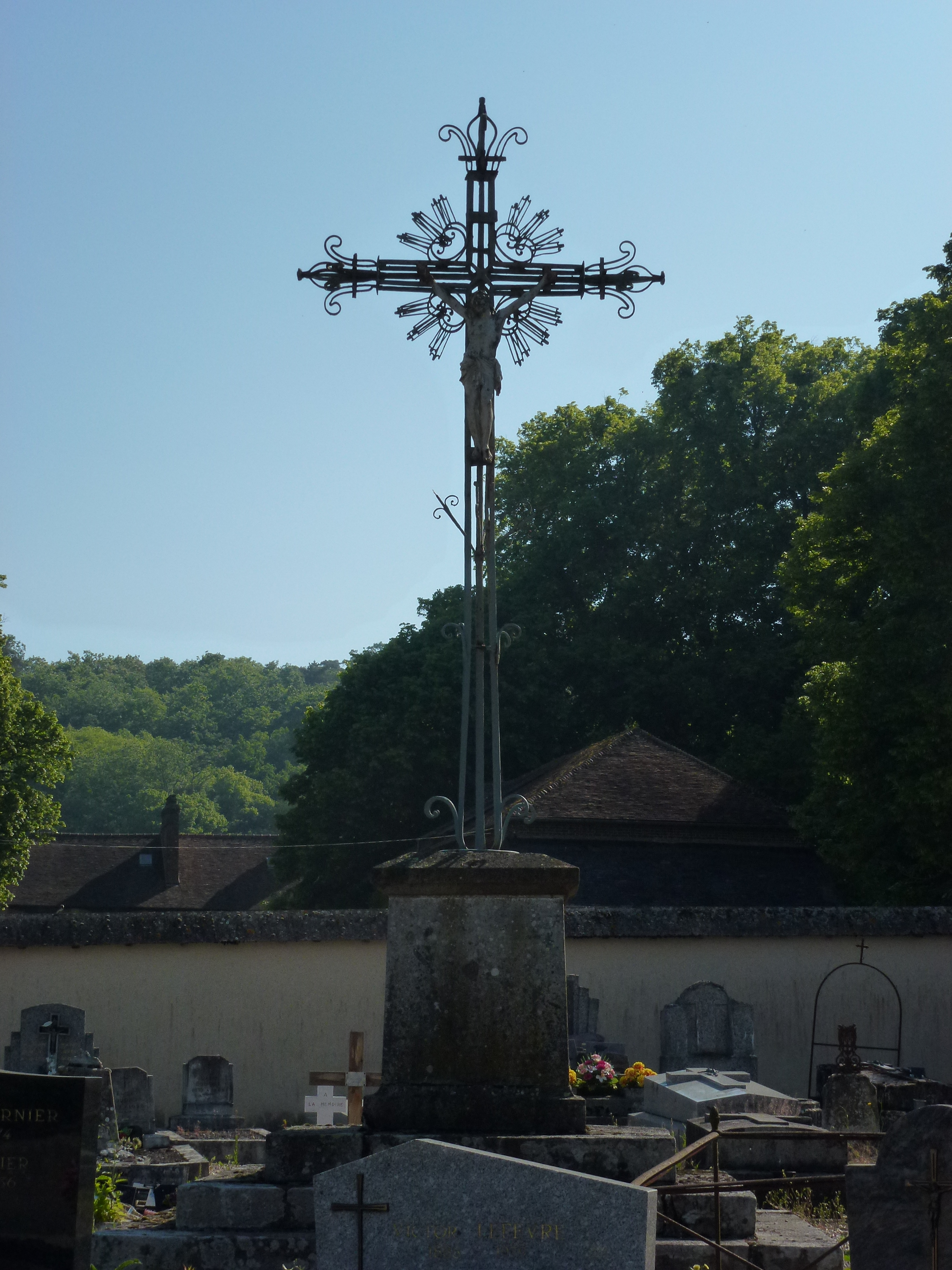
Croix de cimetière.

### Patrimoine naturel

#### Natura 2000
- Risle, Guiel, Charentonne[39].

#### ZNIEFF de type 1
- Les bois de la Côte brûlée, de l'Ecoucherie et la carrière des Champeaux[40].
- Les prairies et les étangs du moulin Saint-Victor[41].

#### ZNIEFF de type 2
- La vallée de la Risle de La Ferrière-sur-Risle à Brionne, la forêt de Beaumont, la basse vallée de la Charentonne[42].